# 段珂
段珂（?—?），唐朝隴州汧陽（今陝西省千陽县西）人，段秀实之孙。
段珂在唐僖宗时居于颍州（今安徽省阜阳市）。黄巢围攻颍州，刺史想要献城投降，段珂招募城中少年拒战，少年们带着粮请跟从段珂，黄巢军溃败，朝廷任命段珂为州司马。